# Saint-Césaire 1
Saint-Césaire 1 es el nombre de catálogo, conocido por el nombre común Pierrette por ser encontrado en un acantilado, La Roche à Pierrot, de ahí el nombre, (cerca de la localidad de la que toma el nombre de catálogo Saint-Césaire, Francia), de un esqueleto parcial de una mujer neandertal. Fue descubierto por François Lévêque el 27 de julio de 1979 y descrito por él mismo y B. Vandermeersch el año siguiente.
El fósil de Saint-Césaire se encontró asociado a industria lítica châtelperroniense, en vez del habitual musteriense de los neandertales, lo que podría implicar que adoptaron el estilo de H. sapiens, al menos, hace 36 mil años, lo que era una revolución en los conocimientos de la cultura neandertal.

## Datación
Datado en 36 300±2700 por termoluminiscencia de veinte herramientas de sílex quemado asociadas con el esqueleto.

## Descripción
«Saint-Césaire 1 es un esqueleto parcial de una mujer joven, que muestra una morfología, principalmente, similar a los neandertales más tempranos, pero está asociado con un complejo tecnológico del Paleolítico superior inicial». Un estudio del fémur parcial de Saint-Césaire 1 mostró que, en contra de la adaptación cultural que sí había ocurrido, según las muestras arqueológicas asociadas, no había sido así con la estructura ósea.
Del esqueleto se conservan gran parte de los huesos largos, una clavícula, dientes, partes izquierdas del cráneo y la mandíbula y una rótula.